# Mariano de Paco Serrano
Mariano de Paco Serrano (Murcia, 9 de enero de 1972) es un director de escena, gerente artístico y político español. Fue director de Gestión de los Teatros del Canal, y desde 2023 ejerce como Consejero de Cultura, Turismo y Deportes de la Comunidad de Madrid.

## Biografía
Es hijo de los profesores e investigadores teatrales Mariano de Paco de Moya y Virtudes Serrano y hermano de la dramaturga Diana de Paco.

### Formación
Se formó en el Teatro Universitario de Murcia durante los años 1989 a 1995, dirigido por César Oliva. Se licenció en Derecho en la Universidad de Murcia, donde también realizó en 2015 su doctorado, Adolfo Marsillach  director de escena: Montajes en la Compañía Nacional de Teatro clásico, con la calificación de Sobresaliente "Cum Laude" en el Departamento de Lengua Española y Lingüística General y Literatura Española, Teoría de la Literatura y Literatura Comparada, bajo la dirección de su padre. Se colegió como abogado en la misma ciudad. Es miembro del Instituto del Teatro de Madrid ITEM y de la Asociación de Directores de Escena de España ADE.

### Trayectoria profesional
De 2003 a 2007, fue gerente del Festival de Teatro Clásico de Almagro.
Ha dirigido más de sesenta puestas en escena. En 2014, dirigió la gala de entrega de la decimoséptima edición de los Premios Max de las Artes Escénicas, así como la puesta en escena de Carlota de Miguel Mihura (que supuso la vuelta a los escenarios de la actriz Carmen Maura después de treinta años de dedicación exclusiva al cine). Ha escenificado en 2018 El burlador de Sevilla de Tirso de Molina con el que ganó los premios ATI Award y ACE Award de la crítica de Nueva York en 2019, y El Caballero de Olmedo de Lope de Vega, también en 2018, (galardonado con tres premios ACE Award, cuatro premios ATI Award y cuatro premios HOLA Award, en el Teatro Círculo de Nueva York, El caballero de Olmedo de Lope de Vega, Alemania, de Ignacio Amestoy, La Celestina, de Fernando de Rojas, protagonizada por Gemma Cuervo, Shitz, de Hanoch Levin, El galán fantasma, de Calderón de la Barca, Obsession Street de Diana de Paco, La fierecilla domada, de William Shakespeare, Un buen día, de Dennis Lumborg, La señorita de Trevelez, de Carlos Arniches, En la ardiente oscuridad, de Antonio Buero Vallejo, Ella se va, de Jerónimo López Mozo, La traición en la amistad, de María de Zayas y Danny y Roberta de John Patrick Shanley, entre otros. 
Con esta última puesta en escena recibió el premio José Luis Alonso de la Asociación de Directores de Escena de España en 2005, así como en años posteriores fue galardonado con el Premio Clásicos TV Castilla-La Mancha en 2007, y ha sido finalista al Premio Mejor Espectáculo en la Mostra de Teatre de Barcelona, al Premio Max al espectáculo revelación y, en dos ocasiones, finalista del Premio Valle-Inclán de Teatro por sus puestas en escena de El Galán Fantasma de Calderón de la Barca y La fierecilla domada de William Shakespeare.
Ha sido gerente de la Academia de las Artes Escénicas de España, bajo mandato de Jesús Cimarro, de la que fue miembro fundador en 2014.
En 2018 la Asociación de Directores de Escena de España publica, en la serie Teoría y Práctica del Teatro, la transformación de su tesis doctoral en libro, un estudio sobre análisis de puesta en escena titulado Adolfo Marsillach: Escenificar a los Clásicos (1986-1994).
En 2019, fue nombrado director de Gestión y asesor de Artes Escénicas de la Consejería de Cultura, Turismo y Deporte de la Comunidad de Madrid. En junio de 2021, dejó la asesoría de artes escénicas y consiguió la dirección del festival Clásicos en Alcalá, dedicado al Teatro del Siglo de Oro español y celebrado anualmente en Alcalá de Henares. Lo renombró Festival Iberoamericano del Siglo de Oro, aumentando su presupuesto en más de 70% en tres años para producir y hacer girar espectáculos en América Latina y en la Comunidad de Madrid.
Pasó a ser consejero de Cultura en 2023, cargo que comprende la gestión no solo de la cultura sino también del turismo y los deportes en la Comunidad de Madrid.
Fue uno de los responsables de la cancelación en los teatros del Canal del montaje Muero porque no muero, obra sobre Santa Teresa del dramaturgo Paco Bezerra. El autor y la oposición política consideraron que se trataba de un caso de censura ideológica, mientras que Mariano de Paco y la Comunidad de Madrid adujeron que se trataba de un asunto presupuestario.
Modificó la estructura directiva de los teatros del Canal sustituyendo la dirección artística por un director gerente y responsable nacional e internacional del teatro, al frente de un colectivo de seis directores-asesores especializados en diferentes áreas escénicas: José Luis Alonso de Santos para el teatro clásico, Lluís Pasqual para el repertorio internacional, Ana Zamora para el teatro medieval y renacentista, Olga Blanco para las artes vivas, Ainhoa Amestoy para el repertorio del siglo XX y XXI y Albert Boadella para la lírica. La antigua directora, Blanca Li, seguiría como asesora de danza.
Retiró la subvención anual al Ateneo de Madrid para sustituirla por ayudas puntuales «sólo para proyectos concretos que puedan tener un encaje en la política cultural y turística de la región».

## Teatro
Ha sido el director de las siguientes representaciones teatrales:
- El hombre de mundo (2019) CNTC
- El burlador de Sevilla (2018)
- El Caballero de Olmedo (2017)
- La madrugada herida (2017)
- Eloisa está debajo de un almendro (2016)
- El prisionero (2016)
- Huevos con amor (2016)
- ¡Hay motín, compañeras! (2015)
- El domador domado (2015)
- Las flores del rincón (2014)
- Carlota (2014)
- El caballero de Olmedo (2013)
- La conferenciante (2013)
- Hombres de 40 (2013)
- Albero y ceniza (2012)
- El capricho soñado (2012)
- Agosto (2011)
- Mortal y Rosa (2011)
- Alemania (2011)
- La celestina (2011)
- Shitz (2011)
- La argentina y Lorca (2010)
- La sombra de una sombra (2010)
- Coplas para el amor, el desamor, el olvido y los celos (2010)
- El galán fantasma (2010)
- El negro que tenía la pluma blanca (2009)
- Los vecinos (2009)
- Obssesion street (2009)
- Para Bellum (2009)
- Viaje al interior de la cueva (2009)
- Recital Miguel Hernández (2009)
- Felices 30 (2009)
- Larra (2009)
- Raccord (2008)
- La fierecilla domada (2008)
- Los intereses creados (2007)
- La señorita de Trevelez (2007)
- En la ardiente oscuridad (2007)
- ¡Viva la Paqui! (2007)
- La boda (2006)
- Mala sangre (2005)
- Danny y Roberta (2004)
- Los amantes del demonio (2004)
- Bajo la corteza del paraíso (2004)
- Ella se va (2003)
- La traición en la amistad (2003)
- Ese Poeta. Homenaje a Francisco Rabal (2002)
- Jardín de Otoño (2002)
- El olor del popcorn (2000)
- Los figurantes (1998)
- Historia de una escalera (1997)
- La Marquesa Rosalinda (1997)
- Los locos de Valencia (1996)
- El amor en el teatro (1995)
- La camisa (1995)
- Asamblea general  (1994)
- Los intereses creados (1993)
- Romance del enamorado y la muertes   (1992)
- El cadáver del Señor García   (1991)
- El sueño de una noche de verano (1990)